# Сеправка (річка)
Сеправка (пол. Sieprawka) — річка в Польщі, у Мисленицькому повіті Малопольського воєводства. Права притока Глогочувки, (басейн Балтійського моря).

## Опис
Довжина річки 9 км, найкоротша відстань між витоком і гирлом — 7,09  км, коефіцієнт звивистості річки — 1,27 . Формується багатьма безіменними струмками.

## Розташування
Бере початок на північно-західній околиці села Личанки на висоті 311,3 м (гміна Сеправ). Спочатку тече на південний схід, потім переважно на південний захід через Сеправ. У селі Глогочув річка зливається з Кжишков'янкою, утворюючи виток річки Глогочувку, праву притоку Скавинки.